# Karl Ludwig Sand
Karl Ludwig Sand (Wunsiedel, 5 ottobre 1795 – Mannheim, 20 maggio 1820) è stato un assassino tedesco responsabile dell'omicidio del drammaturgo conservatore August von Kotzebue nel 1819. Dopo essere stato condannato alla pena capitale nel 1820, Sand venne considerato un martire agli occhi di molti nazionalisti che speravano nella nascita di una Germania unita.

## Biografia

### Gioventù e formazione
Sand nacque da Gottfried Christoph Sand e Dorothea Johanna Wilhelmina Schöpf (1766–1826), entrambi protestanti, il 5 ottobre 1795. I suoi fratelli erano George, Fritz, Caroline e Julia.
Nel 1804 Sand frequentò la lateinschule ("scuola di latino") di Wunsiedel e nel 1810 iniziò a studiare grammatica al Gymnasium di Hof, vivendo con il rettore della scuola e amico di famiglia Georg Heinrich Saalfrank. In seguito all'emanazione di alcune riforme volute dal conte von Montgelas che portarono alla chiusura del Gymnasium, Sand proseguì i suoi studi al fianco di Saalfrank presso il Gymnasium di Ratisbona. Dopo aver terminato i suoi studi nel novembre del 1814, Sand andò all'università di Tubinga.
Nel giugno 1815 Karl partecipò come volontario alla battaglia di Waterloo sotto la guida del maggiore von Falkenhausen ma, disilluso dall'esito del conflitto, cadde in una profonda depressione. L'anno successivo fondò, assieme a Georg Friedrich Christoph Dittmar, l'associazione studentesca liberale Burschenschaft Teutonia, composta da ottanta studenti dell'Università di Erlangen. La confraternita teneva le sue riunioni presso le rovine di un castello nelle vicinanze della cittadina che venne soprannominato dai suoi adepti Ruttli. Nonostante ciò, la distruzione del luogo di ritrovo da parte di avversari politici e la morte per annegamento di Dittmar, avvenuta nel 1817, intensificarono il suo stato depressivo. A partire dal 1817, Sand studiò all'Università di Jena, ove ebbe fra i suoi insegnanti Jakob Friedrich Fries, Heinrich Luden e Lorenz Oken, per poi entrare a far parte della Burschenschaft. Sand fu uno degli studenti nazionalisti che si radunarono al festival di Wartburg del 1817, durante il quale vennero bruciati diversi libri, fra cui dei saggi di August von Kotzebue.

### Omicidio di August von Kotzebue

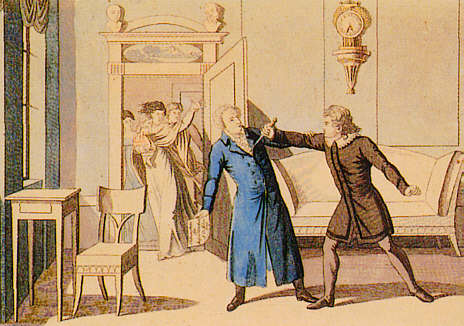
illustrazione di J. M. Volz raffigurante l'omicidio di Kotzebue (ca. 1820)

Stando a un resoconto riportato il 5 maggio 1818 sul suo diario, Sand desiderava la morte del drammaturgo Kotzebue, che considerava un "traditore della nazione", un "ingannatore del popolo" oltre che un nemico del Burschenschaft.
La mattina del 23 marzo 1819 Sand visitò Kotzebue nella sua casa di Mannheim usando lo pseudonimo di Henry e gli venne chiesto di tornare nel pomeriggio. Sand tornò poco prima delle cinque e, dopo un breve dialogo con lo scrittore, Sand lo pugnalò più volte sul petto pronunciando la frase "Tu, traditore della patria!". Dopo essere stato scoperto dal figlio di quattro anni, Sand perse la ragione e tentò il suicidio accoltellandosi. Mentre usciva dalla dimora di Kotzebue, Sand porse a un servitore del drammaturgo un biglietto con la scritta "Morte ad August von Kotzebue" e si pugnalò di nuovo mentre fuggiva. Il suo tentativo di suicidio fallì e fu portato in ospedale.
Sand fu condannato a morte dal tribunale tedesco il 5 maggio 1820 e decapitato due settimane più tardi dal boia Franz Wilhelm Widmann.

### Dopo la morte
L'omicidio di Sand fomentò lo spirito liberale e riformatore che si stava allora diffondendo in tutta la Germania e, al contempo, catalizzò l'urgenza dei governanti tedeschi di porre un rimedio di fronte al diffuso malcontento nei confronti del conservatorismo vigente. Il 20 settembre 1819, il principe Metternich convocò una riunione di rappresentanti di tutta la Confederazione germanica per inaugurare i Deliberati di Karlsbad, nei quali vennero giudicati fuorilegge tutti i membri della Burschenschaft e posti loro dei vincoli alla libertà di stampa. A causa di tali decreti, molti Burschenschaften furono inoltre banditi dalle cariche pubbliche mentre gli insegnanti e studenti che ne facevano parte vennero estromessi dalle università.

## Nella cultura

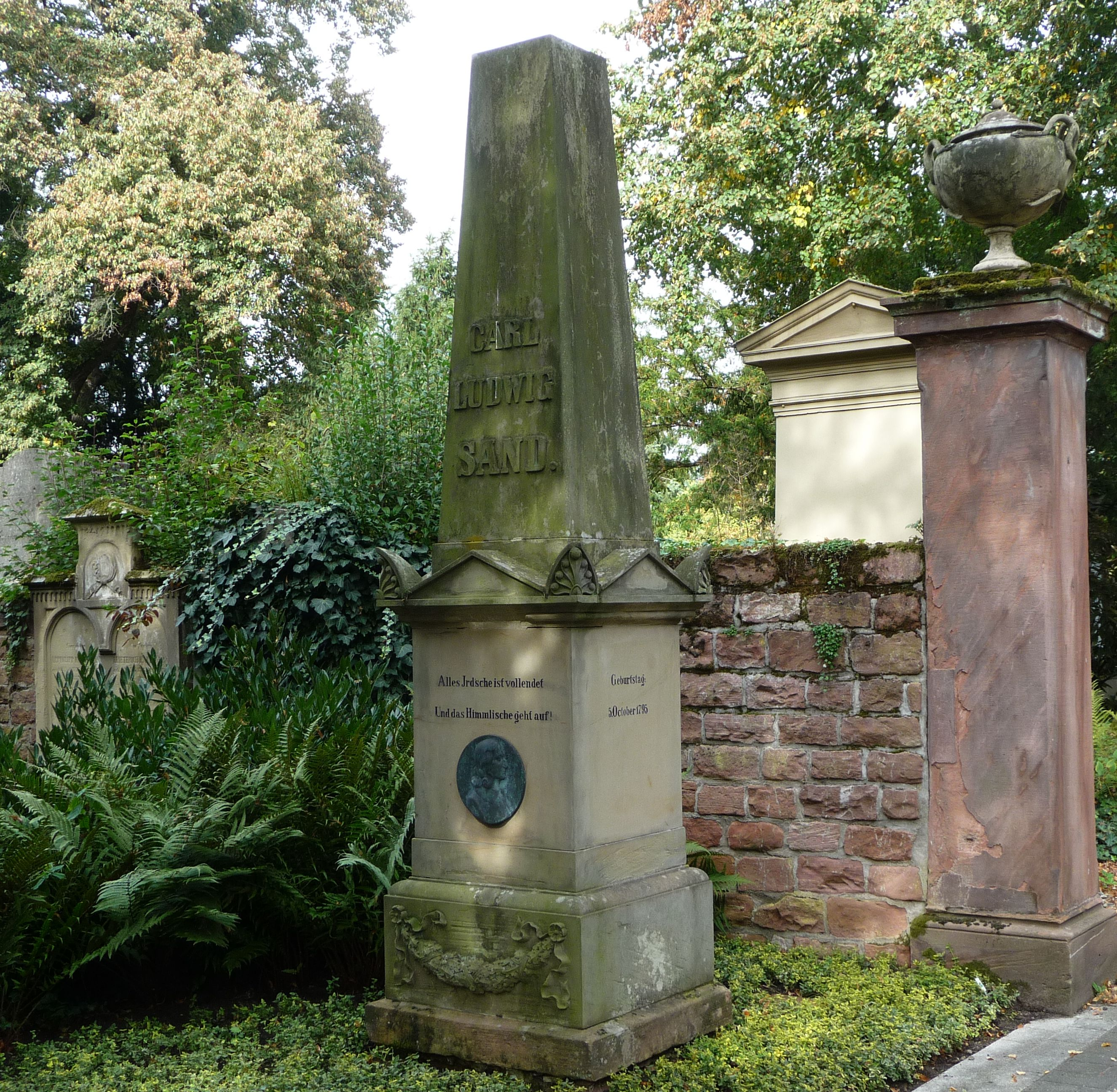
Monumento funebre a Mannheim dedicato a Karl Sand

Alexandre Dumas descrisse la vita di Sand e pubblicò estratti dei suoi diari e lettere sul suo Delitti celebri (1840). Per scrivere il capitolo dedicato alla vita di Sand, Dumas andò Mannheim nel 1839 e si documentò anche chiedendo informazioni al figlio di Widmann.
Il poeta Puškin commemorò Sand nel suo poema sugli assassini intitolato Kinžal ("il pugnale").
In Germania vennero diretti tre film dedicati alla vita di Sand: Karl Sand (1964), Sand (1971) e Die Unbedingten (2009).

## Opere
- 1817 – Gründung einer allgemeinen freien Burschenschaft
- 1818 – Teutsche Jugend an die teutsche Menge, zum 18
- 1818/9 – Todesstoß dem August von Kotzebue